# Kruhawiec (stacja kolejowa)
Kruhawiec (biał. Кругавец, ros. Круговец) – stacja kolejowa położona 1,5 km od miejscowości Lenina i 2,5 km od miejscowości Kruhawiec-Kalinina, w rejonie dobruskim, w obwodzie homelskim, na Białorusi. Jest to stacja krańcowa linii.